# Grafschaft Dannenberg

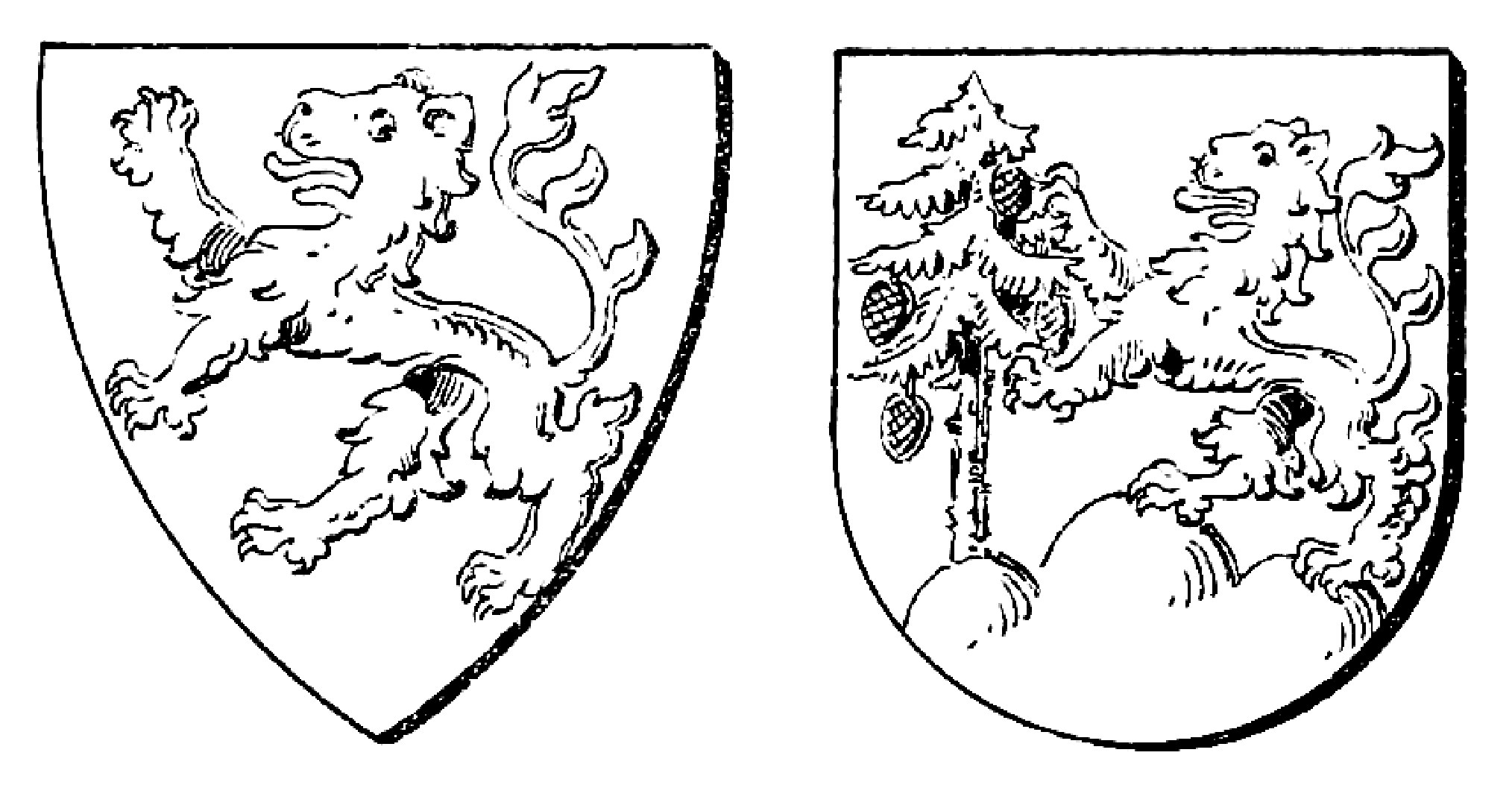
Stammwappen der Grafen von Dannenberg nach Siebmacher, 1902

Die Grafschaft Dannenberg war ein Lehen im Herzogtum Sachsen. Das Kerngebiet war weitgehend mit der heutigen Samtgemeinde Elbtalaue identisch.
Der geschichtliche Ursprung liegt in der Mitte des 12. Jahrhunderts, als Heinrich der Löwe während der Ostkolonisation von der Mündung der Elbe bis zur Südgrenze an der Mark Brandenburg die fünf Grafschaften Holstein, Ratzeburg, Schwerin, Dannenberg und Lüchow gründete, um die neuen Gebiete und Grenzen seines Landes zu schützen.
Die Grafschaft Dannenberg wird erstmals 1153 erwähnt, erster Graf war bis 1169 Volrad I. von Dannenberg. Sein Bruder war Friedrich I. Vogt von Salzwedel, urkundlich genannt 1145, dessen Nachfahren 1270 bis 1359 Inhaber der Grafschaft Gützkow waren. Beide stammten aus dem Adelsgeschlecht der Edlen von Salzwedel. Das Ende der Grafschaft lässt sich mit den Jahren 1303, als der letzte Graf, Nikolaus von Dannenberg, alle seine Rechte zwischen Elbe und Jeetzel Herzog Otto dem Strengen überließ, und 1311 mit der letzten urkundlichen Erwähnung datieren.

## Geschichte

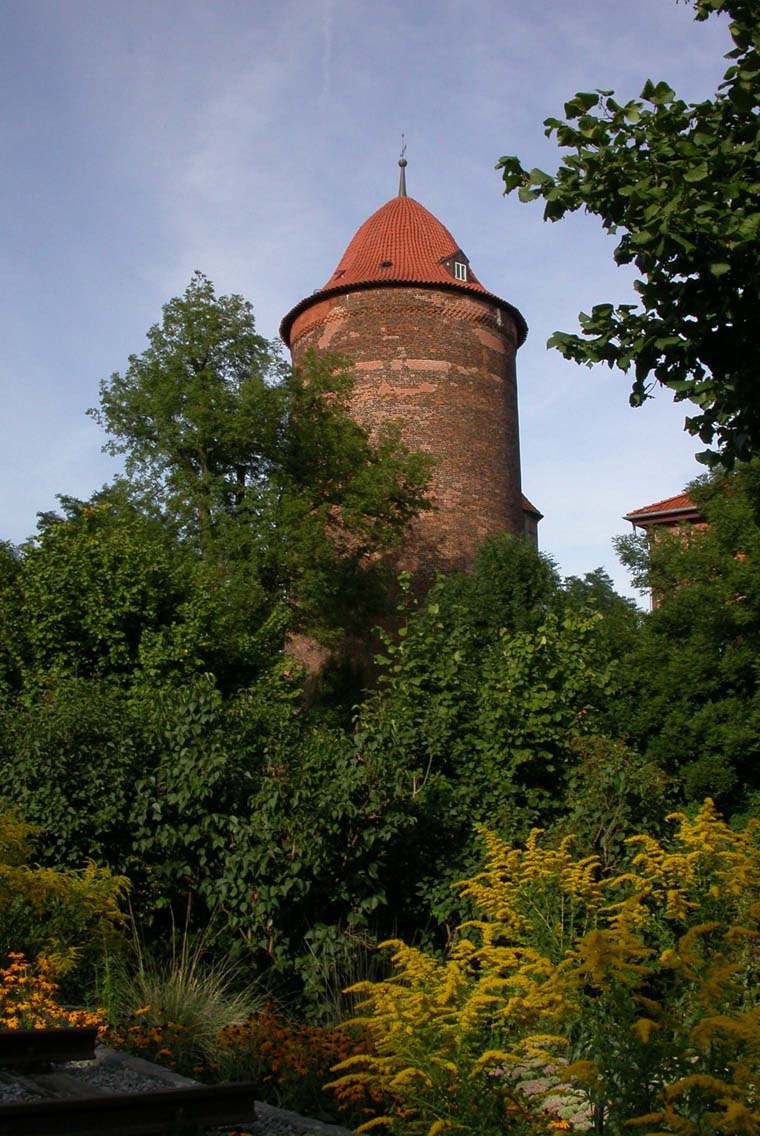
Waldemarturm in Dannenberg, einzig erhaltener Teil der Grafenburg

Um die Grafenburg siedelten sich zu dieser Zeit Bauern, Handwerker und Gewerbetreibende an, es entstand die Ortschaft Dannenberg, der Name Dannenberg existierte jedoch schon vorher. Von 1223 bis 1225 wurde König Waldemar II. von Dänemark mit seinem Sohn im bis heute erhaltenen Burgturm (Waldemarturm) des Grafen gefangen gehalten, nachdem Heinrich von Schwerin sie hierher verbracht hatte. 1237 hatten die Grafen Heinrich und Bernhard von Dannenberg das Land Lenzen von den brandenburgischen Markgrafen Johann I. und Otto III. zu Lehen. Im selben Jahr gewährten die beiden Grafen den Lübeckern Zollfreiheit in ihrem Territorium, namentlich genannt sind Dannenberg, Dömitz und Lenzen. Im Jahre 1303 überließ der letzte Graf, Nikolaus von Dannenberg (urkundlich 1264 bis 1311), die Grafschaft gegen eine Leibrente von jährlich 40 Mark dem Herzog zu Braunschweig und Lüneburg Otto dem Strengen. Die ehemalige Grafschaft gehörte seitdem zum Fürstentum Lüneburg.
Auf die Grafschaft geht das Amt Dannenberg zurück. Dieses bildete ab 1569 zusammen mit dem Klosteramt Scharnebeck die Herrschaft Dannenberg, mit der Herzog Heinrich nach seinem Regierungsverzicht im Fürstentum Lüneburg abgefunden worden war. Eine vollständige Souveränität erreichte die Dannenberger Linie jedoch nicht, wesentliche Hoheitsrechte verblieben beim Herzogshaus in Celle. 1671 fiel die Herrschaft Dannenberg an die welfische Linie in Celle zurück. Das Amt Dannenberg ging 1885 im neugebildeten Kreis Dannenberg auf.

## Wappen
Die Grafschaft Dannenberg führte aufgerichtete teils einzelne, teils zugekehrte Löwen im Wappen. Gelegentlich standen diese in Verbindung mit einem Tannenbaum.
Das früheste bekannte Siegel der Grafschaft, das einen rechtsgekehrten aufsteigenden Löwen zeigt, ist aus dem Jahre 1215 erhalten und gehörte Volrad II. Ob dieses Symbol eine Beziehung der Grafschaft zu Heinrich dem Löwen ausdrücken sollte, ist nicht bekannt. Der aufsteigende Löwe wird als Gemeine Figur in allen Wappen, die von den Grafen zur gegenseitigen Unterscheidung immer wieder verändert wurden, gezeigt. Eine Tanne als weitere Figur wurde von Adolf I., Graf zu Dannenberg ab 1245, hinzugefügt. Zwei zugekehrte Löwen zeigten sich erstmals im Siegel Bernhards II., Graf zu Dannenberg um 1283–1293 herum.
Die Symbole der Grafen von Dannenberg sind bis in die Gegenwart erhalten geblieben. Löwen und Tanne werden in den Wappen der Stadt Dannenberg (Elbe), der ehemaligen Samtgemeinde Dannenberg (Elbe) und des ehemaligen Kreises Dannenberg geführt. Das Wappen des Landkreises Lüchow-Dannenberg zeigt eine Tanne neben den drei Rauten der ehemaligen Grafschaft Lüchow.

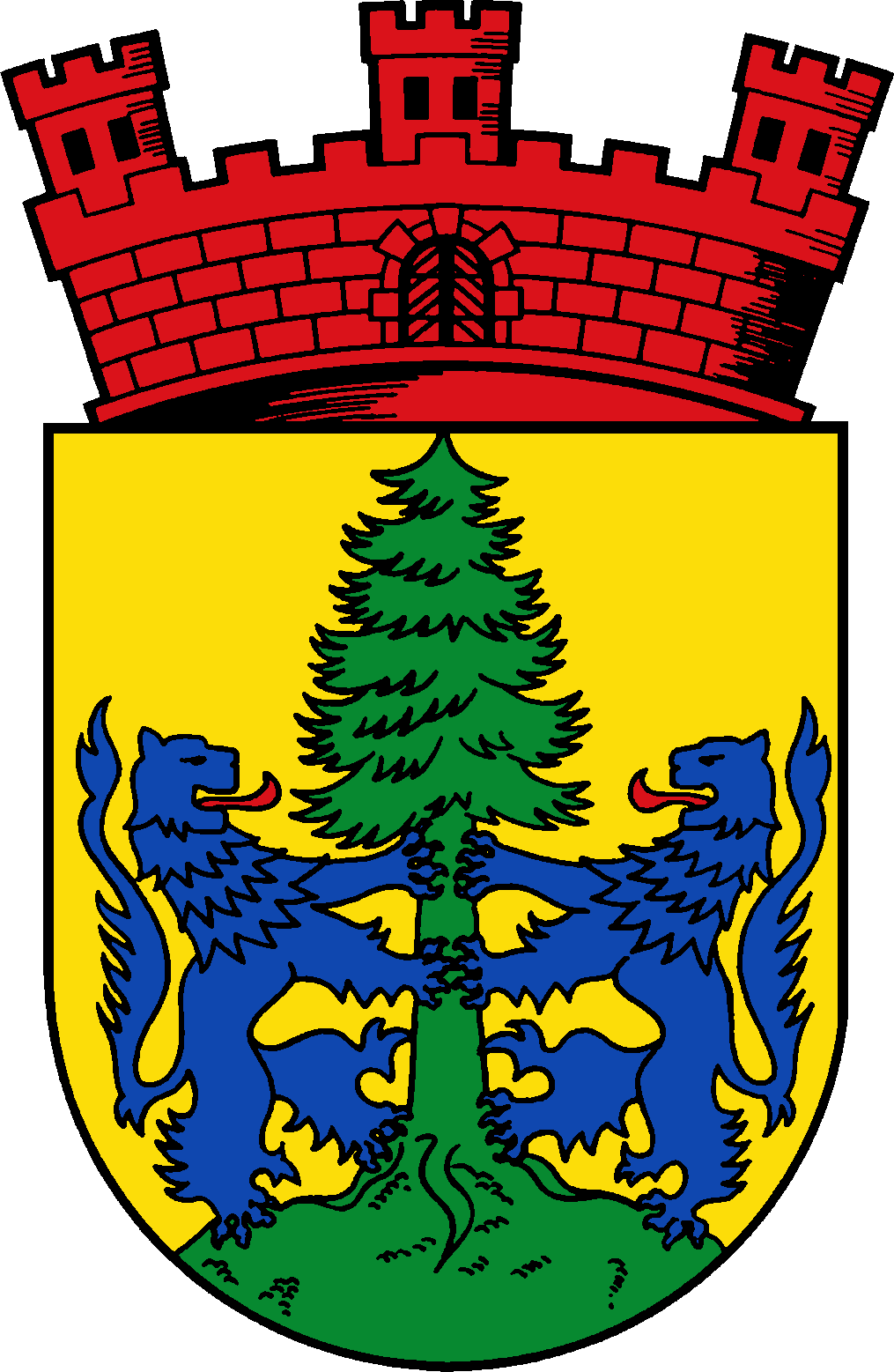
Wappen der Stadt Dannenberg (Elbe).
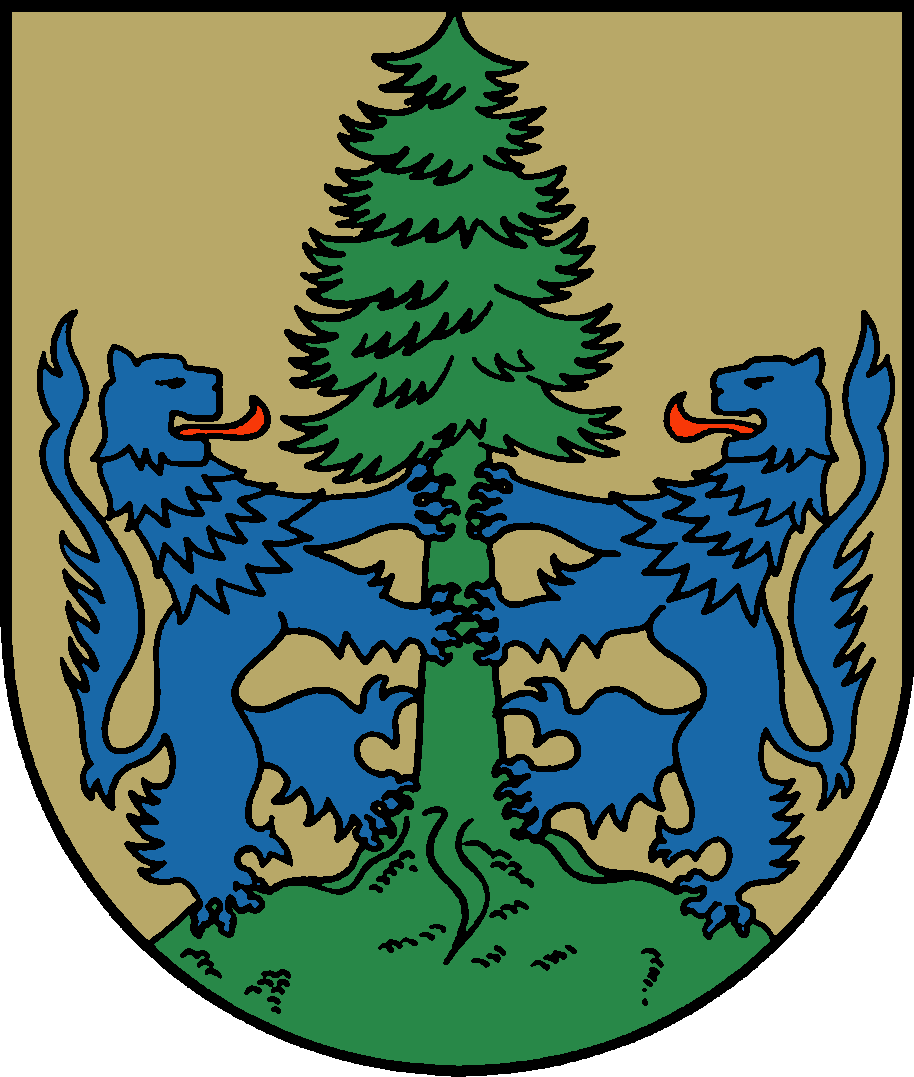
Wappen der ehemaligen Samtgemeinde Dannenberg (Elbe).
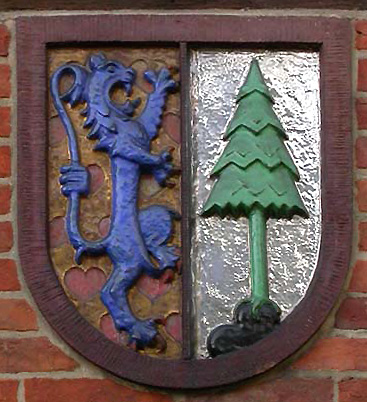
Wappen des ehemaligen Kreises Dannenberg.
Wappen des Landkreises Lüchow-Dannenberg.

## Stammliste
1. Volrad I., aus dem Hause der Edlen von Salzwedel, Bruder des Friedrich von Salzwedel, erster Graf von Dannenberg, 1153–1166 Graf zu Dannenberg nachgewiesen, vermutlich aber 1145–1169
  1. Heinrich I., 1169–1209 Graf zu Dannenberg
    1. Volrad II., † wohl 1226 in Kämpfen gegen Waldemar II. bei Rendsburg, 1207–1226 Graf zu Dannenberg; ⚭ Jutta von Wölpe, dritte Tochter des Grafen Bernhard II. von Wölpe
      1. Heinrich III., 1233–1237 Graf zu Dannenberg

    2. Heinrich II., 1203–1236 Graf zu Dannenberg; ⚭ Tochter Adolfs III. von Holstein
      1. Bernhard I., † wohl 1266/67, 1276 urkundlich als verstorben erwähnt, 1227–1266 Graf zu Dannenberg; ⚭ Gräfin von Schwerin
        1. Heinrich V., † vor 1303, auch als Graf von Grabow bezeichnet, Graf zu Dannenberg um 1273–75
        2. Adolf II., † vor 1303, auch als Graf von Dömitz bezeichnet, Graf zu Dannenberg um 1273
          1. Volrad IV., letzte urkundliche Erwähnung 1306
          2. Johann, † vor 1306
          3. Sohn

        3. Bernhard II., † vor 1303, Graf zu Dannenberg um 1283–1293
        4. Elisabeth, † nach 1316, ⚭ Burchard II. Edler von Meinersen
        5. Gunzel
        6. Nikolaus, Graf zu Dannenberg um 1289–1303, letzter Graf zu Dannenberg 1303, letzte urkundliche Erwähnung 1311
        7. Tochter; ⚭ Johann Gans zu Putlitz

      2. Adolf I., † 1266/67, 1245–1266 Graf zu Dannenberg; ⚭ Mathilde, † um 1259
        1. Volrad III.
        2. Friedrich, Graf zu Dannenberg um 1274–1285
        3. Bernhard III.
        4. Tochter; ⚭ Helmhold III. von Schwerin
        5. Mathilde, Nonne im St. Lorenzkloster zu Magdeburg
        6. Tochter (vielleicht Raugburgis Dangbergis); ⚭ Ludolf III von Cramm

      3. Heinrich IV., Kanonikus
      4. Gerburge
      5. Sophie